# Lampetis fernandezyepezi
Lampetis fernandezyepezi es una especie de escarabajo del género Lampetis, familia Buprestidae. Fue descrita científicamente por Cobos en 1959.